# Space Cadet (singolo)
Space Cadet è un singolo del produttore discografico statunitense Metro Boomin, pubblicato il 29 gennaio 2019 dalle etichette discografiche Boominati e Republic Records come secondo estratto dall'album pubblicato nel 2018, Not All Heroes Wear Capes.

## Tracce
Testi di Leland Wayne, Sergio Kitchens, Wesley Glass, Allen Ritter, musiche di Metro Boomin, Wheezy.
1. Space Cadet (feat. Gunna) – 3:23

Note
- Il brano contiene parti vocali aggiuntive del rapper Travis Scott.

## Accoglienza
Parlando di Space Cadet, Alphonse Pierre di Pitchfork ha affermato:

## Successo commerciale
Space Cadet ha debuttato e raggiunto il picco alla posizione numero 51 della classifica Billboard Hot 100 negli Stati Uniti, durante la settimana del 17 novembre 2018. Il 7 novembre 2023, la canzone è stata certificata quattro volte platino dalla Recording Industry Association of America (RIAA) per aver superato oltre quattro milioni di unità equivalenti, tra vendite e streaming, negli Stati Uniti.
In Canada è stata certificata 5 volte disco di platino, mentre in Brasile e Australia ha ottenuto il doppio disco di platino. In Italia ha ottenuto il disco d'oro una volta raggiunte le 50 000 copie vendute.

## Classifiche
| Classifica (2018)         | Posizione massima |
| ------------------------- | ----------------- |
| Canada                    | 40                |
| Stati Uniti               | 51                |
| Stati Uniti (R&B/Hip-Hop) | 31                |